# Myklebustskibet
Myklebustskibet er resterne af et brændt vikingeskib, som blev fundet i en gravhøj på gården Myklebust i Nordfjordeid. Kun naglerne er intakte. men at dømme ud fra dem har skibet været mindst 30 meter langt,  og dermed det største vikingeskib, der er fundet spor af i Norge. Der blev fundet klinksøm, forskellige beslag, master og en mængde skjoldbuler i gravhøjen, som blev udgravet i 1874 af arkæologen Anders Lorange.

## Myklebusthøjen
Den største af de fem høje på Myklebust i Nordfjordeid er Rundehogjen på stranden mod Eidsgata og fjorden. Den er synlig fra rigsvejen. Den blev udgravet i 1874 af Anders Lund Lorange fra Bergen Museum. Han fandt resterne af en stor brandgrav. I brandgraven var det rester af et stort skib, som var brændt og overdækket med en gravhøj på 30 meter i tværmål og fire meter høj. Omkring højens fod var der spor efter en fire meter bred og en meter dyb tilkastet grøft, som også er tilfældet for flere af gravhøjene på Borre. Højen blev anlagt på strandfladen, hvor den lå i vikingetiden.  
Lorange fandt store mængder bådnagler, skjoldbuler, ødelagte våben og et stort, emaljeret bronzekar med brændte knoglerester af en mand på 30-35 år. Bronzekarret er af irsk oprindelse, prydet med tre emaljerede mandsfigurer.  En af disse er kendt som "Myklebustmanden".  Bronzekarret har oprindelig tilhørt en kirke eller et kloster, og er et af de allerfineste eksempler på irsk emaljekunst fra tiden. Sandsynligvis er karret plyndringsgods fra et vikingetogt til Irland. Der blev også fundet store mængder dyreknogler i graven, men de blev ikke indsamlet.
Gravfeltet ved gården Myklebust er fra jernalderen fra 600-1000, da magtcentret i Nordfjord lå i Nordfjordeid. Kun fem større høje er tilbage, langt flere har gået tabt. En af dem, som blev fjernet omkring 1875, indeholdt mindst to sværd, to økser og et spyd.
Arkæologen Haakon Shetelig afdækkede 1902-03 to kvindegrave og fire mandsgrave i højen Skjoratippen (skjor = skade), som oprindelig var 32 meter i diameter og 3,8 meter høj. En bautasten på højen er rejst til mindre om udgravningen.  Denne gravhøj var benyttet i omkring 200 år til mindst seks rige begravelser.  Omtrent 50 meter øst for Skjoratippen lå en 27 meter lang gravhøj, som blev fjernet uden at være undersøgt. Der fandt man kul og klinknagler efter en båd eller et skib, muligvis fra vikingetiden. 

## Skibet
Trærester fra Myklebustskibet blev ikke fundet, men under udgravningerne blev der fundet et omtrent 30 meter langt kullag. I kullaget i Rundehogjen blev der fundet 44 skjoldbuler. De indikerer, at skibet kan have haft op til 22 skjolde på hver side, altså 22 sesser. Skibet var bygget i 800-tallet og sandsynligvis af Osebergtypen, men langt større end det. 
Manden, som blev gravlagt i skibet, menes at være kong Audbjørn af Fjordane,  dræbt i slaget ved Solskjel i 876, der passer med dateringen af genstandsmaterialet i graven. 
De bedre bevarede Gokstadskibet (fundet 1880) og Osebergskibet (fundet 1904) førte til at Myklebust-fundet blev overskygget og til dels glemt, da det var så dårligt bevaret.  Kun den halve gravhøj blev udgravet. Resterne af fundet er i dag udstillet i Bergen Museum.

## Dagens skib
Erfarne skibsbyggere fra Bjørkedalen i Volda begyndte i efteråret 2016 at bygge det nye Myklebustskib, som de mener, originalen har set ud. Bygningen skete i en hal ved fjorden på Nordfjordeid. Her stod museet Sagastad færdigt i 2019 omkring 300 meter fra stedet, hvor skibsresterne blev udgravet. Hallen var åben for publikum i byggeperioden, så det kunne se skibet blive til. 